# 灯塔镇 (辽源市)
灯塔镇，是中华人民共和国吉林省辽源市西安区下辖的一个乡镇级行政单位。

## 行政区划
灯塔镇下辖以下地区：
丰收村、富强村、古仙村、太阳升村、灯塔村、新力村、高古村、东孟村、西孟村、胜利村、金河村、金康村、英华村、成山村、碾山村、龙背村、古洞村、大房村、正风村、太河村、谦和村、建国村和沐雨村。